# Maarten de Niet Gerritzoon
Maarten de Niet Gerritzoon (Bodegraven, 16 maart 1904 - 's-Gravenhage, 25 juli 1979) was een Nederlands politicus.
Hij was Eerste Kamervoorzitter, die zich als senator vooral bezighield met het buitenlands beleid. Stond daarbij vaak tegenover minister Luns, met name bij het Nieuw-Guineabeleid. Hij kende 'de Oost' uit een vooroorlogse periode als zendingsconsul. Hij was in de oorlog geïnterneerd in een Jappenkamp. Hij zette zich als burgemeester van Wageningen in voor versterking van de positie van de Landbouw-Hogeschool aldaar. Hij vond weinig bewondering onder de studenten. Hij was een rechtlijnig denkend man, die met een zware basstem, enigszins bars zijn mening nooit onder stoelen of banken stak. Hij had opvallend weinig gevoel voor decorum en was afkerig van frivoliteiten. In 1970 was hij eveneens voorzitter van het Benelux-parlement.
In Wageningen is De Niet eveneens bekend geworden door de grootschalige bouwprojecten die hij entameerde. De sloop van de agrarische bebouwing in de boven- en benedenbuurt vond voornamelijk onder zijn bewind plaats. Tevens stimuleerde hij de bouw van de zogenaamde sterflats.
- Biografisch Portaal: 36182362
- International Standard Name Identifier: 0000 0003 8803 7424
- Nederlandse Thesaurus van Auteursnamen: 298687992
- Parlement.com: vg09ll3lnxvj
- Virtual International Authority File: 281097404
- WorldCat: E39PBJB4j8F7cGFqdqdxFP7PwC